# Conférence des 7 000 cadres

Zhu De, Zhou Enlai, Liu Shaoqi, Deng Xiaoping et Mao Zedong (Juillet 1962).

La Conférence des 7 000 cadres (chinois simplifié : 七千人大会 ; chinois traditionnel : 七千人大會) a été l'une des plus grandes conférences de travail jamais organisées par le Parti communiste chinois (PCC) qui s'est tenue à Pékin, en Chine, du 11 janvier au 7 février 1962,,,. Plus de 7 000 responsables du parti à travers le pays ont assisté à la conférence, qui a porté sur les questions du Grand Bond en avant ainsi que de la Grande famine en Chine qui ont causé la mort de dizaines de millions de personnes depuis 1958,,.
Lors de cette conférence, Liu Shaoqi, le deuxième président de la Chine, a prononcé un discours important qui a officiellement attribué 30 % de la famine aux catastrophes naturelles et 70 % aux erreurs causées par l'homme, qui étaient principalement les politiques d'extrême gauche du Grand Bond en avant,,. La politique de Mao Zedong a été critiquée, et Mao a également fait de l'autocritique, car la conférence a promu la « critique et l'autocritique » ainsi que la « centralisme démocratique »,,,,. Cependant, Lin Biao a continué à louer Mao pendant la conférence,,. 
Après la Conférence des 7 000 cadres, Liu Shaoqi et Deng Xiaoping étaient chargés de la plupart des politiques au sein du parti et du gouvernement, tandis que Mao assumait un rôle semi-retraité,. Des réformes économiques telles que « sanzi yibao (三自一包) » qui permet le libre marché ont été menées par Liu Shaoqi, Deng Zihui et d'autres,. Mao a plus tard critiqué les réformes comme des tentatives de « saper le collectivisme socialiste et de détruire le socialisme »,. 
De plus, le désaccord entre Mao Zedong et Liu Shaoqi (et Deng Xiaoping) est devenu de plus en plus apparent, en particulier sur l'appel de Mao à « ne jamais oublier la lutte des classes »,,. En août 1962, Mao a souligné lors d'une réunion à Beidaihe qu'il fallait parler de la lutte des classes « chaque année, chaque mois et chaque jour (年年讲, 月月讲, 日日讲) ». En conséquence, Mao a lancé le « Mouvement d'éducation socialiste » en 1963 et la « révolution culturelle » en 1966. Pendant la révolution culturelle, Liu Shaoqi est persécuté à mort en 1969 en tant que « traître » et Deng Xiaoping est purgé deux fois. Lin Biao, d'autre part, est officiellement sélectionné par Mao comme son successeur en 1969.